# Harmonicon rufescens
Espèce
Harmonicon rufescens est une espèce d'araignées mygalomorphes de la famille des Dipluridae.

## Distribution
Cette espèce est endémique du Pará au Brésil,. Elle se rencontre vers Santarém et Altamira.

## Description
L'holotype juvénile mesure 27 mm.
La femelle décrite par Wermelinger-Moreira, Castanheira et Baptista en 2024 mesure 26,9 mm, les femelles mesurent de 24,4 à 32,9 mm.

## Systématique et taxinomie
Cette espèce a été décrite par F. O. Pickard-Cambridge en 1896.

## Publication originale
- F. O. Pickard-Cambridge, 1896 : « On the Theraphosidae of the lower Amazons: being an account of the new genera and species of this group of spiders discovered during the expedition of the steamship "Faraday" up the river Amazons. » Proceedings of the Zoological Society of London, vol. 1896, p. 716-766 (texte intégral).